# Quédate conmigo (canción de Pastora Soler)
«Quédate conmigo» es una canción interpretada por Pastora Soler y compuesta por el equipo sueco-hispano formado por Thomas G:son, Tony Sánchez-Ohlsson y Erik Bernholm, con letra de Tony Sánchez-Ohlsson.
Fue la canción representante de España en el LVII Festival de Eurovisión, que tuvo lugar en Bakú (Azerbaiyán). Logró ser tercera en las encuestas de Eurovisión aunque finalmente quedó en un 10º lugar, entrando así en el top 10, posición que España no conseguía desde el año 2004, en el que Ramón consiguió también la misma posición.
El tema fue seleccionado de entre tres canciones finalistas cantadas por Pastora Soler en la gala especial «Eurovisión: Pastora Soler», emitida por La 1 el 3 de marzo de 2012. Obtuvo la máxima puntuación tanto de los tres miembros del jurado como del televoto.
El tema salió a la venta en diversas plataformas legales de descarga de música el 28 de febrero de 2012, como sencillo y como parte del EP "Especial Eurovisión" que contiene los cuatro temas candidatos para Eurovisión. Está incluido también en una reedición del álbum Una mujer como yo publicado el 27 de marzo de 2012 junto a los otros temas de la preselección. La versión que aparece en este álbum es la versión definitiva con nuevos arreglos.
La canción logró ser la 35.ª más vendida de España durante 2012, marcando una diferencia con sus predecesoras al lograr conquistar la lista de ventas.

## Posicionamiento

### Semanales
| País    | Lista                         | Primera semana     | Posición de ingreso | Mejor posición | Semanas en la mejor posición | Semanas en la lista | Última semana       | Ref.  |
| ------- | ----------------------------- | ------------------ | ------------------- | -------------- | ---------------------------- | ------------------- | ------------------- | ----- |
| España  | Top 50 Canciones (Promusicae) | 4 de marzo de 2012 | 39                  | 6              | 2                            | 25                  | 6 de agosto de 2012 | [ 4 ] |
| España  | Top 50 Radio (Promusicae)     | 7 de abril de 2012 | 476                 | 40             | 1                            | 3                   | 21 de abril de 2012 | [ 5 ] |
| Bélgica | Ultratip Flandes6             | 6 de junio de 2012 | 81                  | 76             | 1                            | 2                   | 16 de junio de 2012 | [ 6 ] |

#### Anuales
| País   | Lista                         | año  | Posición | Ref.  |
| ------ | ----------------------------- | ---- | -------- | ----- |
| España | Top 50 Canciones (Promusicae) | 2012 | 35       | [ 7 ] |

## Versiones
En 2013 fue grabada por Rafa Blas en su disco Mi Voz.
En 2019, fue versionada sucesivamente por Agoney Hernández y Gerónimo Rauch, en el programa de La 1 de TVE La mejor canción jamás cantada. En este espacio además fue elegida por votación popular mejor canción española de la década de 2010.